# La casa Rússia (pel·lícula)
|  | Aquest article tracta sobre el film. Vegeu-ne altres significats a «La Casa Rússia (novel·la)». |

La casa Rússia (títol original en anglès The Russia House) és una pel·lícula de Fred Schepisi estrenada el 1990, adaptació de la novel·la homònima de John le Carré. Aquesta pel·lícula ha estat doblada al català.
Els exteriors van ser rodats - entre altres llocs - a Moscou i Sant Petersburg, poc abans de la caiguda del mur de Berlín. Molt pertinent, ja que part de la història té a veure amb el declivi del poder soviètic i l'esfondrament imminent del sistema comunista.

## Argument
El científic nuclear soviètic "Dante" (Klaus Maria Brandauer) es dirigeix a l'editor Bartholomew Scott Blair (Sean Connery) i ofereix revelar els secrets del programa nuclear soviètic. Com a mitjancera, farà servir la russa Katya Orlova (Michelle Pfeiffer), que va conèixer Dante l'any 1968 i era de tant en tant la seva amant.

## Repartiment
- Sean Connery: Bartholomew 'Barley' Scott Blair
- Michelle Pfeiffer: Katya Orlova
- Roy Scheider: Russell
- James Fox: Ned
- John Mahoney: Brady
- Michael Kitchen: Clive
- J.T. Walsh: Coronel Quinn
- Ken Russell: Walter
- David Threlfall: Wicklow
- Klaus Maria Brandauer: Dante
- Mac McDonald: Bob
- Nicholas Woodeson: Niki Landau
- Martin Clunes: Brock
- Ian McNeice: Merrydew
- Colin Stinton: Henziger

## Banda original
- What Is this Thing Called Love?, composta per Cole Porter
- The Sheik of Araby, composta per Ted Snyder, Francis Wheeler i Harry B. Smith
- Ain't Misbehavin, composta per Fats Waller, Harry Brooks i Andy Razaf

## Nominacions
- Os d'Or, al Festival Internacional de Cinema de Berlín de 1991.
- Globus d'Or a la millor actriu dramàtica per Michelle Pfeiffer el 1991.